# ⑩ MY ME
「⑩ MY ME」是日本的女子偶像組合早安少女組。的第10枚原創專輯。於2010年3月17日發行。唱片公司為zetima。

## 概要
- 與上一張精選專輯「早安少女組。全B面單曲選輯」相距約5個月。與上一張原創專輯「白金9人組」相距約1年。
- 本作的標題「⑩ MY ME」代表「十全十美」
- 收錄第39張單曲「無可奈何 追夢人」至第42張單曲「女孩引人注目　有何不可」，一共4首A面曲。
- 此專輯是早安少女組。以八人形式參與演唱，七期成員久住小春只參與三首曲目（無可奈何 追夢人、玩笑般的戀愛、善變的公主）
- 本作分「初回限定盤」和「CD盤」2種版本
- 「初回限定盤」收錄了單曲「女孩引人注目　有何不可（各成員Solo Album Ver.）」的PV、「女孩引人注目　有何不可（Mobekimasu Live Ver.）」和專輯「⑩ MY ME」的Making。
- 在3月29日於公信榜專輯週排行榜取得第9位。

## 收錄內容

### CD（初回限定盤・CD盤）
1. Moonlight night ～這是月夜之晚喔～（Moonlight night 〜月夜の晩だよ〜）
（作詞、作曲：淳君 編曲：田中直）
2. 善變的公主（気まぐれプリンセス）
（作詞・作曲：淳君 編曲：大久保薫）
41th單曲、七期成員久住小春的畢業單曲
3. 元氣閃亮亮! (元気ピカッピカッ!)
（作詞・作曲：淳君 編曲：大久保薫）
4. 淚人兒 （涙ッチ）
（作詞・作曲：淳君 編曲：江上浩太郎）
5. 女孩引人注目　有何不可 (女が目立って なぜイケナイ)
（作詞、作曲：淳君 編曲：鈴木Daichi秀行）
42th單曲
6. 大眼睛 （大きい瞳）
（作詞、作曲：淳君 編曲：平田祥一郎）
龜井繪里、道重沙由美、田中麗奈主唱
7. 回想到那天（あの日に戻りたい）
（作詞、作曲：淳君 編曲：大久保薫）
高橋愛、新垣里沙主唱
8. 玩笑般的戀愛（なんちゃって恋愛）
（作詞、作曲：淳君 編曲：大久保薫）
40th單曲
9. 大阪 真美味
（作詞、作曲：淳君 編曲：田中直）
光井愛佳、純純、琳琳主唱
10. Loving you forever
（作詞、作曲：淳君 編曲：鈴木俊介）
11. 無可奈何 追夢人
（作詞、作曲：淳君 編曲：平田祥一郎）
39th單曲
12. 在沒有雨水滋潤的星球上是無法付出愛的吧?(中文Ver.) （雨の降らない星では愛せないだろう? (中国語Ver.)）
（作詞、作曲：淳君 中文詞：鄭昭仁　編曲：湯浅公一）
第9枚原創專輯「白金9人組」收錄曲「在沒有雨水滋潤的星球上是無法付出愛的吧?」的中文版本、以純純、琳琳為中心

### DVD
1. 女孩引人注目　有何不可（高橋愛 Solo Album Ver.）
2. 女孩引人注目　有何不可（新垣里沙 Solo Album Ver.）
3. 女孩引人注目　有何不可（龜井繪里 Solo Album Ver.）
4. 女孩引人注目　有何不可（道重沙由美 Solo Album Ver.）
5. 女孩引人注目　有何不可（田中麗奈 Solo Album Ver.）
6. 女孩引人注目　有何不可（光井愛佳 Solo Album Ver.）
7. 女孩引人注目　有何不可（純純 Solo Album Ver.）
8. 女孩引人注目　有何不可（琳琳 Solo Album Ver.）
9. 女孩引人注目　有何不可（Mobekimasu Live Ver.）
10. ⑩ MY ME（Making）